# Скэнлэн, Эмметт
Эмметт Джон Скэнлэн (англ. Emmett John Scanlan; род. 31 января 1979, Клонтарф, Дублин, Ирландия) — ирландский актёр кино и телевидения.

## Биография
Эмметт Джон Скэнлэн родился 31 января 1979 года в Дублине, Ирландия.
Первая известность к актёру пришла после роли Брендана Брейди в британской мыльной опере «Холлиокс» (2010-2013), за которую он получил премию «Inside Soap Awards в категории «Лучший актёр» и номинирован на премию «British Soap Awards». За этим последовала небольшая роль в фильме «Стражи Галактики» (2014), а также появление в популярном сериале «Острые козырьки» (2019-2022).
В 2019 году снимался в роли суперзлодея Лобо во втором сезоне телесериала «Криптон». В следующем году стало известно, что Скэнлэн присоединился к актёрскому составу ирландского криминального сериала «Родня» (2021-2023).

## Личная жизнь
Сканлан женился на актрисе Клэр Купер 31 декабря 2015 года в Нью-Йорке. 18 июля 2020 года она родила сына, которого супруги назвали Оушен. В октябре 2020 года Купер сообщила, что в прошлом году у пары случился выкидыш. 12 ноября 2022 года Клэр родила дочь. У Скэнлэна также есть дочь Кайла, родившаяся в сентябре 2002 года, от предыдущих отношений.
Скэнлэн — веган и является членом организации Люди за этичное обращение с животными.

## Фильмография
| Год       |    | Русское название      | Оригинальное название   | Роль             |
| --------- | -- | --------------------- | ----------------------- | ---------------- |
| 2008      | ф  | Цвет из тьмы          | Colour from the Dark    | Луиджи           |
| 2008      | ф  | Багровая мгла         | Freakdog                | незнакомец       |
| 2010—2013 | с  | Холлиокс              | Hollyoaks               | Брендан Брейди   |
| 2011      | мф | Тор: Легенда викингов | Hetjur Valhallar - Þór  | Синдри (озвучка) |
| 2014      | с  | Во плоти              | In the Flesh            | Саймон Монро     |
| 2014      | ф  | Стражи Галактики      | Guardians of the Galaxy | главный охранник |
| 2014—2015 | с  | Константин            | Constantine             | Джим Корриган    |
| 2016      | ф  | Крах                  | Breakdown               | Коннор Морган    |
| 2017      | с  | Большой куш           | Snatch                  | «Король» Ройстон |
| 2018      | с  | Безопасность          | Safe                    | Джош Мейсон      |
| 2019      | с  | Криптон               | Krypton                 | Лобо             |
| 2019      | с  | Тредстоун             | Treadstone              | Спенсер          |
| 2019      | с  | Медичи                | Medici                  | Гвидо Батиста    |
| 2019—2022 | с  | Острые козырьки       | Peaky Blinders          | Билли Грейд      |
| 2020      | ф  | Дублинские дебоширы   | Here Are the Young Men  | Энди             |
| 2021—2023 | с  | Родня                 | Kin                     | Джимми Кинселла  |
|           | с  | Единожды солгав       | Fool Me Once            | Шейн Тессье      |